# 川口浩 (文学者)
川口 浩（かわぐち ひろし、1905年1月29日 - 1984年8月18日）は、日本のドイツ文学者、文芸理論家。中央大学名誉教授。

## 略歴
神奈川県横浜市生まれ。本名・山口忠幸。浦和高等学校（旧制）卒、1929年東京帝国大学文学部独文科卒。在学中から左翼文学運動に携わり、林房雄、中野重治、久板栄二郎らとマルクス主義芸術研究会を作る。27年、蔵原惟人、林らと労農芸術家連盟を脱退、前衛芸術家同盟の結成に参画。その後はナップの線に沿って活動した。非公然活動をしていた蔵原惟人の論文に名義貸しをしたこともある。戦後は中央大学教授、1975年定年退任。

## 著書
- 『プロレタリア文学概論』白揚社　1933
- 『われらの文学』くれは書店　1948
- 『文学運動の中に生きて わが青春の回想』中央大学出版部　1971　CUL双書

## 共編
- 『プロレタリア文芸辞典』山田清三郎共編　白揚社　1930

## 翻訳
- ル・メルテン『芸術の唯物史観的解釈』林房雄共訳　南宋書院　1928　世界社会主義文学叢書
- フランツ・メーリンク『世界文学と無産階級 マルクス主義芸術理論叢書』叢文閣　1928
- ハウゼンシュタイン『造型芸術社会学 マルクス主義芸術理論叢書』叢文閣　1929
- メーリング『美学及び文学史論 マルクス主義芸術理論叢書』叢文閣　1931
- ソヴエート作家同盟組織委員会編『社会主義的リアリズム ソヴエート文壇の新段階』国際書院　1933
- 林語堂『孔子論 東洋的ヒューマニズム』育生社　1939
- マルクス,エンゲルス『文学・芸術論』思索社　1950
- 『マルクス=エンゲルス芸術論』編訳　1953　青木文庫
- ブランデス『十九世紀文学主潮 第4巻 フランスの反動派』吹田順助、山口忠幸、菊盛英夫訳 1954　創元文庫
- グレーアム・ウォーラス『政治における人間性』石上良平共訳　創文社　1958　名著翻訳叢書
- 『ローザ・ルクセンブルクの手紙 カールおよびルイーゼ・カウツキー宛 1896-1918』改版　ルイーゼ・カウツキー編 松井圭子共訳　1963　岩波文庫